# Goodbye My Lover
«Goodbye My Lover» es una canción pop romántica escrita por Sacha Skarbek para el álbum Back to Bedlam, de James Blunt. La canción fue producida por Tom Rothrock y Jimmy Hogarth, siendo una de las más populares del cantante británico. Fue su cuarto sencillo en noviembre de 2005 y alcanzó las primeras posiciones en el Reino Unido, donde se convirtió en su segunda canción en alcanzarlo. También ha llegado a copar las posiciones más altas en Suecia, Australia y Francia. Mientras en Europa cosechaba buenos resultados, en Estados Unidos, Goodbye My Lover tuvo un éxito moderado, alcanzando la 66 posición en Billboard Hot 100 sólo con descargas digitales, puesto que en ese país y Canadá no salió en formato físico hasta un año después, el 7 de noviembre de 2006.

## Lanzamiento
El sencillo fue lanzado en tres formatos físicos. El primer disco, incluye una versión exclusiva de la canción Close Your Eyes, que fue escrita por primera vez durante días en que James Blunt estaba en el ejército. El segundo disco incluye una la canción, Where Is My Mind, interpretada en vivo en Mánchester, así como el video de Goodbye My Lover, además de un vídeo detrás de las escenas y material que muestra cómo se llevó a cabo. Finalmente, también está un vinilo de 7" que incluye la versión en vivo de Where Is My Mind.

## Vídeo musical
Goodbye My Lover presentó un video musical que fue dirigido por Sam Brown filmado el 28 de octubre de 2005 en Los Ángeles. En el vídeo aparece el propio James Blunt sentado en un cuarto lamentándose por todo lo que pudo haber ocurrido junto a su pareja como haber formado una familia con hijos y en definitiva, una vida plena juntos, pero que al final y a pesar de creer que estaban hechos el uno por el otro, la relación terminó, perdiendo a su único y verdadero amor, pero también quien fue su mejor amiga. 
El vídeo fue filmado en la antigua casa del actor Randolph Scott. La pareja de Blunt la interpreta la actriz Mischa Barton, mientras que su versión de joven fue interpretado por el actor Matt Dallas (Kyle XY).

## Lista de canciones
| CD 1 |                    |          |  |
| N.º  | Título             | Duración |  |
| 1.   | «Goodbye My Lover» | 4:18     |  |
| 2.   | «Close Your Eyes»  | 3:06     |  |

| CD 2 |                                                       |          |  |
| N.º  | Título                                                | Duración |  |
| 1.   | «Goodbye My Lover»                                    | 4:18     |  |
| 2.   | «Where Is My Mind (grabación en vivo, en Mánchester)» | 4:55     |  |
| 3.   | «Goodbye My Lover (vídeo sobre cómo se hizo)»         | 3:00     |  |
| 4.   | «Goodbye My Lover (vídeo musical)»                    | 4:19     |  |

| Vinilo de 7" |                                                       |          |  |
| N.º          | Título                                                | Duración |  |
| 1.           | «Goodbye My Lover»                                    | 4:18     |  |
| 2.           | «Where Is My Mind (grabación en vivo, en Mánchester)» | 4:55     |  |